# آدم كروزير
آدم كروزيّر (بالإنجليزية: Adam Crozier)‏ هو كبير الإداريين التنفيذيين ورائد أعمال وشخصية أعمال بريطاني، ولد في 26 يناير 1964 في اسكتلندا في المملكة المتحدة.